# Agrupació Regional Valenciana
L'Agrupació Regional Valenciana fou una associació cultural del País Valencià fundada el 1907 que reclamava la cooficialitat del valencià juntament amb la llengua castellana, en una condició de paritat.